# Rošova granica
Rošova granica ili Rošov radijus je rastojanje od izvora gravitacije do mesta na kome su gravitacione plimske sile toliko jake da mogu da zdrobe svako nebesko telo u okolini. Unutar Rošove granice, materija koja kruži se raspršava i formira prstenove, dok materija izvan Rošove granice teži da se spoji. Granica je dobila naziv po francuskom astronomu i matematičaru Eduardu Rošu. On je prvi postavio hipotezu o njenom postojanju na osnovu proračuna 1847. godine.

## Formula
Eduard Roš je postavio uopštenu formulu, to jest, odnos, a kasnije su je precizirali Padma Subramanijan Čandrasekar i Džejms H. Džins. U uopštenom obliku, u zavisnosti od poluprečnika i gustine, glasi:
{\displaystyle d=1.26\;R_{M}\left({\frac {\rho _{M}}{\rho _{m}}}\right)^{\frac {1}{3}}}
pri čemu je:
- d – Rošova granica za čvrste satelite,
- RM – poluprečnik nebeskog tela (m),
- ρM – gustina planeta (3),
- ρm – gustina satelita (3).

Ovaj isti odnos se takođe može izraziti i preko mase, te tada glasi:
{\displaystyle d=1.26\;R_{m}\left({\frac {M_{M}}{M_{m}}}\right)^{\frac {1}{3}}}
pri čemu je:
- d – Rošova granica za čvrste satelite,
- Rm – poluprečnik satelita (m),
- MM – masa planeta (kg),
- Mm – masa satelita (kg).

Dok za fluidne satelite (tečne, gasovite), Rošov odnos glasi:
{\displaystyle d\approx 2.44R\left({\frac {\rho _{M}}{\rho _{m}}}\right)^{1/3}}

## Primeri Rošove granice
Prva tablica prikazuje gustinu i ekvatorijalne poluprečnike nekih nebeskih tela u Sunčevom sistemu. Na osnovu njenih podataka, može se izračunati relativno precizno Rošova granica za čvrsta, tečna i gasovita nebeska tela
| Veće nebesko telo | Gustina (kg/m3) | Poluprečnik (m) |
| ----------------- | --------------- | --------------- |
| Sunce             | 1.408           | 696 000 000     |
| Jupiter           | 1.326           | 71 492 000      |
| Zemlja            | 5.513           | 6 378 137       |
| Mesec             | 3.346           | 1 738 100       |
| Saturn            | 687             | 60 268 000      |
| Uran              | 1.318           | 25 559 000      |
| Neptun            | 1.638           | 24 764 000      |

Tablica ispod prikazuje Rošove granice izražene u kilometrima i u odnosu na poluprečnik velikog nebeskog tela. Stvarna Rošova granica za satelit zavisi od realne tačne gustine i čvrstine satelita, tako da se mogu pojaviti neznatna odstupanja.
| Nebesko telo | Satelit         | Rošova granica (čvrsto) | Rošova granica (čvrsto) | Rošova granica (fluidni) | Rošova granica (fluidni) |
| Nebesko telo | Satelit         | Udaljenost (km)         | R                       | Udaljenost (km)          | R                        |
| ------------ | --------------- | ----------------------- | ----------------------- | ------------------------ | ------------------------ |
| Zemlja       | Mesec           | 9 496                   | 1.49                    | 18 261                   | 2.86                     |
| Zemlja       | prosečna kometa | 17 880                  | 2.80                    | 34 390                   | 5.39                     |
| Sunce        | Zemlja          | 554 400                 | 0.80                    | 1 066 300                | 1.53                     |
| Sunce        | Jupiter         | 890 700                 | 1.28                    | 1 713 000                | 2.46                     |
| Sunce        | Mesec           | 655 300                 | 0.94                    | 1 260 300                | 1.81                     |
| Sunce        | prosečna kometa | 1 234 000               | 1.78                    | 2 374 000                | 3.42                     |